# Isaac Baker
Isaac „Ike“ Baker (* 2. November 1875 in Shavington cum Gresty, Cheshire East; † 27. Dezember 1961 ebenda) war ein englischer Fußballschiedsrichter.

## Sportlicher Werdegang
Baker gehörte in den 1910er und 1920er Jahren zu den führenden Schiedsrichtern im englischen Fußball. Vor Beginn des Ersten Weltkriegs debütierte er als Spielleiter bei Länderspielen, als er im Rahmen der British Home Championship 1912/13 das torlos endende Aufeinandertreffen zwischen Wales und Schottland leitete. Insgesamt pfiff er während seiner internationalen Karriere vier Spiele im Rahmen der British Home Championship.
Daneben kam Baker auch auf nationaler Ebene zur Leitung eines besonderen Spiels, als ihm das Finalspiel im Wettbewerb um den FA Cup 1925/26 anbetraut wurde. Im Wembley-Stadion stand er gemeinsam mit den Bolton Wanderers und Manchester City auf dem Spielfeld, dabei führte David Jack mit dem Treffer des Tages die Wanderers zum zweiten Titelgewinn im Pokalwettbewerb in der Vereinsgeschichte.